# Cnodontes
Cnodontes là một chi bướm ngày thuộc họ Bướm xanh.

## Các loài
- Cnodontes bouyeri Kielland, 1994
- Cnodontes pallida (Trimen, 1898)
- Cnodontes penningtoni Bennett, 1954
- Cnodontes vansomereni Stempffer & Bennett, 1953
- Cnodontes vansoni Bennett, 1956